# Famille Palluat de Besset
Pour les articles homonymes, voir Besset (homonymie).
La famille Palluat de Besset (anciennement Palluat puis Palluat-Besset) est une famille subsistante de la noblesse française, originaire de Saint-Chamond dans le Forez et fixée au XVIIe siècle à Saint-Étienne.
Elle accéda à la noblesse par l'achat d'une charge anoblissante de secrétaire du roi près le parlement de Grenoble en 1742, et fut à partir du début du XIXe siècle l'une des grandes familles industrielles de Saint-Étienne.

## Histoire
Cette famille remonte sa filiation à Regnault Palluat, notaire († avant 1509), dont le descendant Jean Palluat, marchand fileur de soie à Saint-Chamond épousa le 24 novembre 1613 « honeste Marguerite Besset, fille à honorable Jean Besset, aussi marchand de Saint-Étienne-de-Furan et à dame Antoinette Molinost. » Il était le neveu d'honorable Simon Palluat, bourgeois de Dargoire.
Leur fils, Jean (1622-1697), procureur du roi en l'élection de Saint-Étienne, avocat en parlement et conseiller du roi élu en l'élection de Saint-Étienne et premier échevin de Saint-Étienne (1669), se fera appeler "Palluat-Besset", puis ses descendants prirent par la suite le nom Palluat de Besset,.
La famille Palluat de Besset  accéda à la noblesse en 1742 : Jean Palluat-Besset puis Palluat de Besset (1683-1750) conseiller et procureur du roi en l'élection de Saint-Étienne, écuyer, fut anobli par charge de conseiller-secrétaire du roi près le parlement du Dauphiné par provision du 19 janvier 1742 (mort revêtu de cette charge le 18 décembre 1750,).
À partir du début du XIXe siècle la famille Palluat de Besset devint l'une des grandes familles industrielles de la ville de Saint-Étienne.[réf. nécessaire]
Rompant avec « la tradition de bourgeois d'office de ses ancêtres », Claude Henri Palluat de Besset (1806-1886) qui avait épousé la fille d'un riche négociant stéphanois, se lance avec succès dans les affaires (le ruban, puis la banque). Il investit dans des achats fonciers dans la plaine du Forez et fit de son capital immobilier le pivot de sa fortune. En 1841, il acheta pour 600 000 francs le château de La Salle et huit domaines qui couvraient entre 830 et 850 hectares qui se répartissaient sur les communes de Nervieux, Mizérieux, Sainte-Foy-Saint-Sulpice et Balbigny.
À partir de 1841 et durant deux générations, les Palluat de Besset édifièrent un patrimoine foncier qui devint le plus important de la plaine du Forez. En 1913, ils possédaient plus de 1 600 hectares de terres.
« Riches jusqu'en 1939 et opulents dans le pays », les descendants de la famille Palluat durent par la suite travailler et ne furent pas tous en mesure de conserver leurs biens.
Cette famille a adhéré à l'ANF en 1934.

## Généalogie
- Regnault Palluat, notaire († avant 1509)
  - Jean Palluat († en 1537)
    - Claude Palluat († 1560)
      - Louis-Etienne Palluat († avant 1613)
        - Jean Palluat, marchand de soie à Saint-Chamond. Marié le 24 novembre 1613 à Marguerite Besset (1595-1623)[4].
          - Jean Palluat-Besset (1622-1697), procureur du roi en l'élection de Saint-Étienne (1655), avocat en parlement et conseiller du roi élu en l'élection de Saint-Étienne (ainsi qualifié en 1681), premier échevin de Saint-Étienne (1669). Marié en 1645 à Jeanne Roussier[4].
            - Noël  Palluat-Besset (1645-1717), avocat, procureur du roi en l'élection de Saint-Étienne. Marié en 1681 à Antoinette Blachon.
              - Jean Palluat-Besset puis Palluat de Besset (1683-1750, conseiller et procureur du roi en l'élection de Saint-Étienne, écuyer, anobli par charge de conseiller-secrétaire du roi près le parlement du Dauphiné par provision du 19 janvier 1742 (mort revêtu de cette charge le 18 décembre 1750). Marié en 1722 à Marguerite Bernou de Nantas[4].
                - Claude  Palluat de Besset (1723-1786), écuyer, procureur du roi en l'élection de Saint-Étienne. Marié en 1759 à Catherine Vincent, fille d'Antoine Vincent négociant et ancien échevin de Saint-Étienne[4].
                  - Antoine-Jean Palluat de Besset (1759-1830), écuyer, propriétaire-rentier. Marié en 1800 à Catherine Forissier de Bagnol, il est présent à l'assemblée de la noblesse du Forez en 1789[4].
                    - Claude-Henri Palluat de Besset (1806-1886), banquier et marchand de soie, président de la chambre de commerce et d'industrie de Saint-Étienne (1866-1871) et maire de Nervieux (1873-1880)[12]. Marié en 1832 avec Louise Peyret-Dubois[4].
                      - Joseph-Emile Palluat de Besset (1836-1895), comte romain héréditaire par bref du pape Léon XIII du 28 février 1888, maire de Nervieux de 1886 à 1895. Chevalier de l'Ordre de Saint-Grégoire-le-Grand. Marié en 1861 avec Claire Chapel (1842-1866), puis en 1871 avec Marguerite d'Humières (1847-1892)[4](décédée avec deux de leurs filles dans l'explosion du vapeur le Mont Blanc sur le lac Léman). D'où postérité des deux mariages[1].

## Armes
De gueules à un fer de lance d’argent, la pointe en bas, aboutissant à un croissant du mesme, soutenu d’un lion d’or à senestre et d’un griffon d’argent au chef cousu*  d’azur, chargé d’une rose d’argent accostée de deux étoiles d’or. (cachet de 1664),.
* Ces armes emploient le terme « cousu » dans le seul but de contrevenir à la règle de contrariété des couleurs : elles sont fautives.

En 1789, à l'assemblée de la noblesse du Forez, Antoine-Jean Palluat de Besset portait les armes d'or, à trois œillets de gueules qui sont celles de la famille Paluat de Jalamondes en Bresse, bien qu'aucun lien ne soit établie entre la famille Palluat de Besset et la famille Paluat de Jalamondes en Bresse.

## Titres
Émile-Joseph Palluat de Besset (1836-1896) reçut un titre de comte romain héréditaire par bref du pape Léon XIII du 28 février 1888.

## Alliances
Les principales alliances de la famille Palluat de Besset sont : Besset (1613), Roussier (1645), Blachon (1681), Bernou de Nantas (1722), Vincent (1759), Forissier de Bagnol (1800), Peyret-Dubois (1832), de Chapel, d'Humières (1871), Caillerez (2014).